# Тульмуш, Огюст
Огю́ст Тульму́ш (фр. Auguste Toulmouche; 21 сентября 1829, Нант — 16 октября 1890, Париж) — французский художник, ученик Глейра.

## Биография
Впервые выступил перед публикой со своими работами в парижском салоне 1848 года. Вначале писал картины исторического содержания и портреты, но вскоре изменил своё направление и занялся воспроизведением исключительно быта аристократического и состоятельного классов современного ему общества. Снискал себе громкую известность, и в течение многих лет, чтобы получить его произведение, приходилось заранее записываться в его мастерской.
Стал главой особой школы, стремившейся изображать натуру красивее, чем она есть, доводить до крайности изящество и законченность исполнения, избегать в сюжетах всего такого, что потрясает или сильно трогает чувство, и передавать только приятное, миловидное и остроумное. Особенно хорошо писал молодых кокетливых девушек и светских женщин. Его произведения разошлись по всему свету в виде фотографий, литографий и гравюр. Но с течением времени вкусы публики изменились, и направление Тульмуша стало выходить из моды; он пробовал изменить свой жанр, но смерть пресекла его деятельность.

## Творчество
Главные произведения этого художника:
- «Первый шаг»,
- «Сон»,
- «Напоказ»,
- «Брак по рассудку»,
- «Запрещенный плод»,
- «За уроком» (в нантском музее),
- «Утренний туалет»,
- «Час свидания»,
- «Лето»,
- «Зеркало»,
- «У огонька»,
- «Невеста поневоле»,
- «Молодая девушка за чтением».

## Галерея

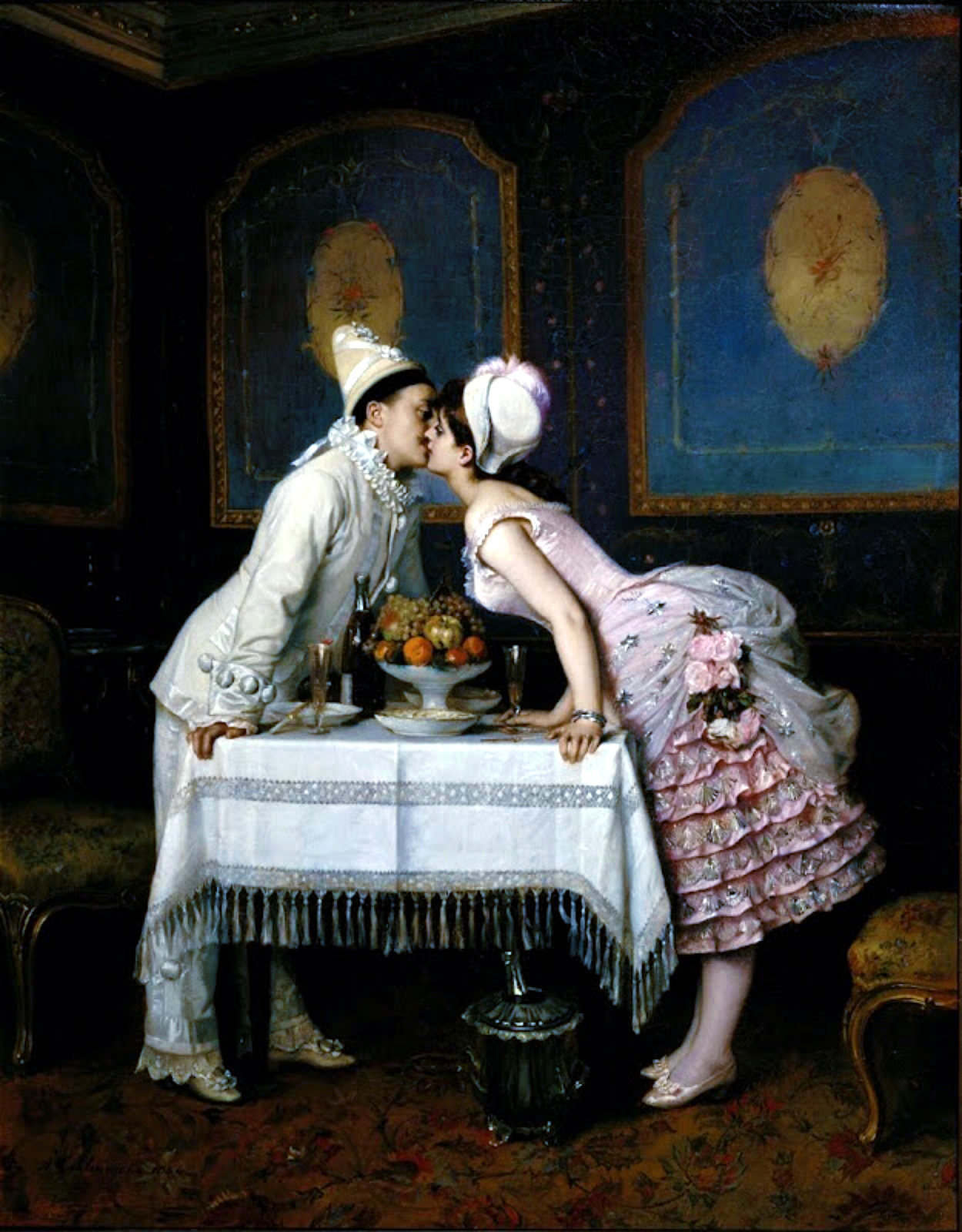
«Поцелуй» (ок. 1870)
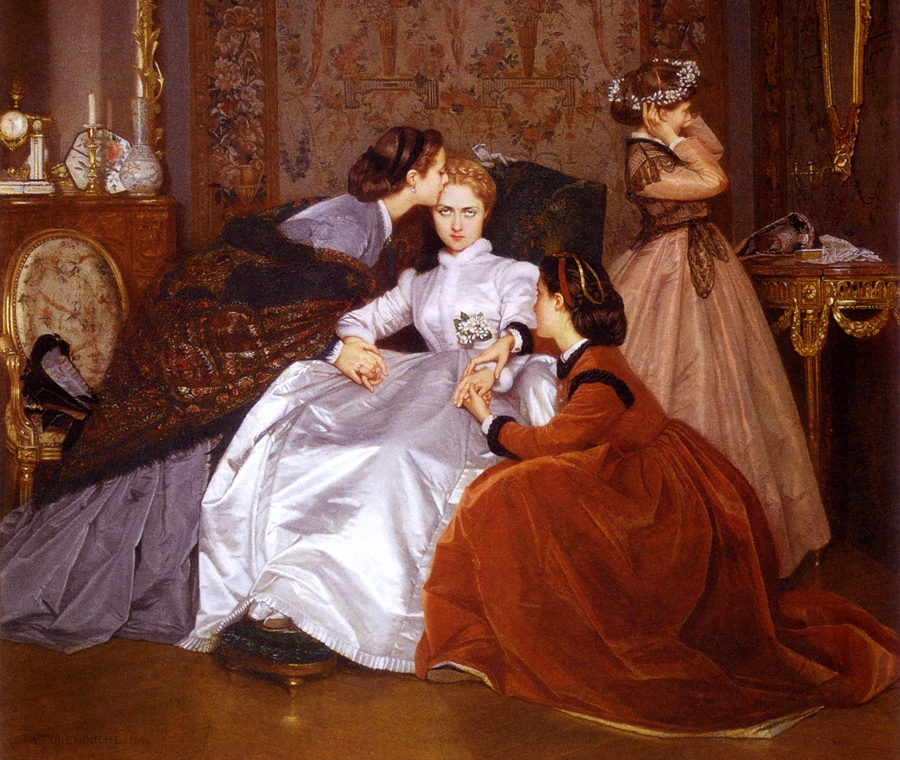
«Невеста поневоле» (1866)
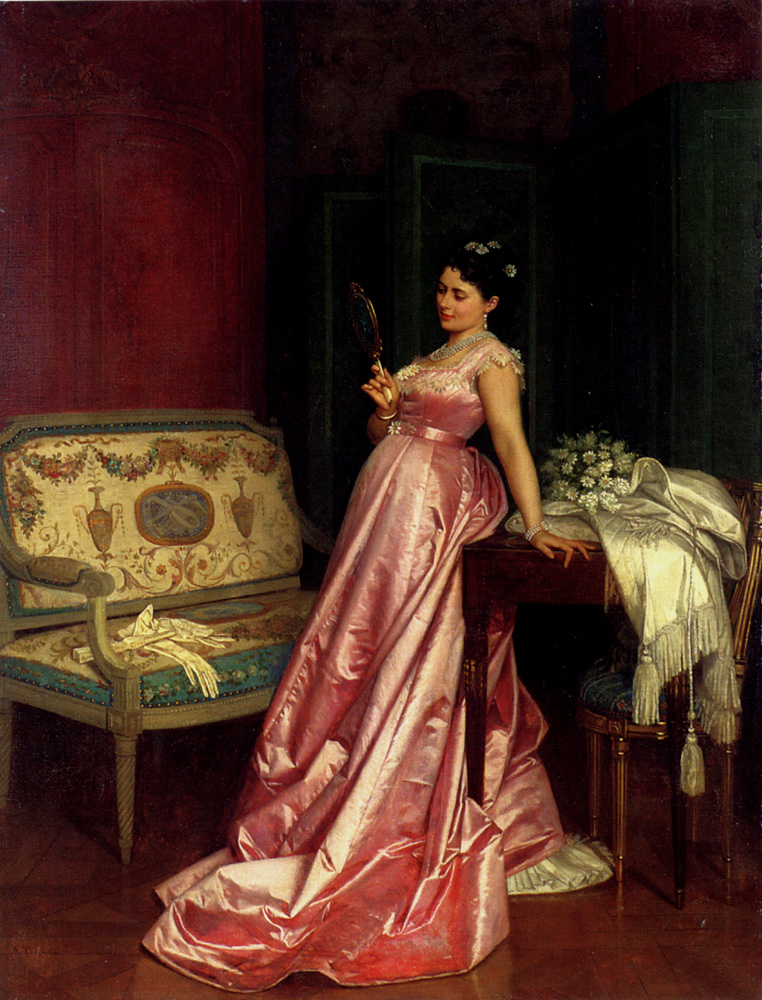
«Зеркало» (1868)
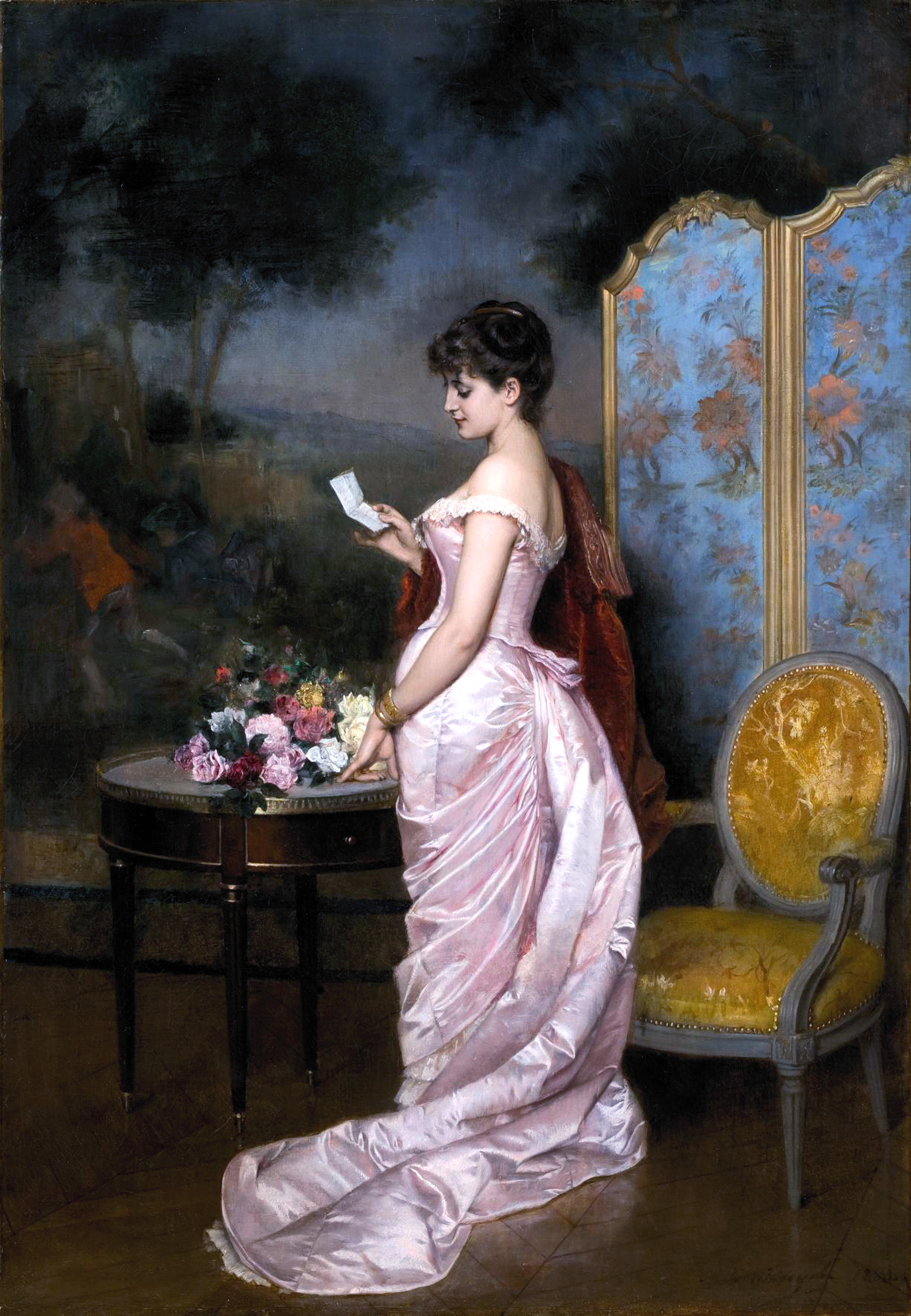
«Записка» (1883)
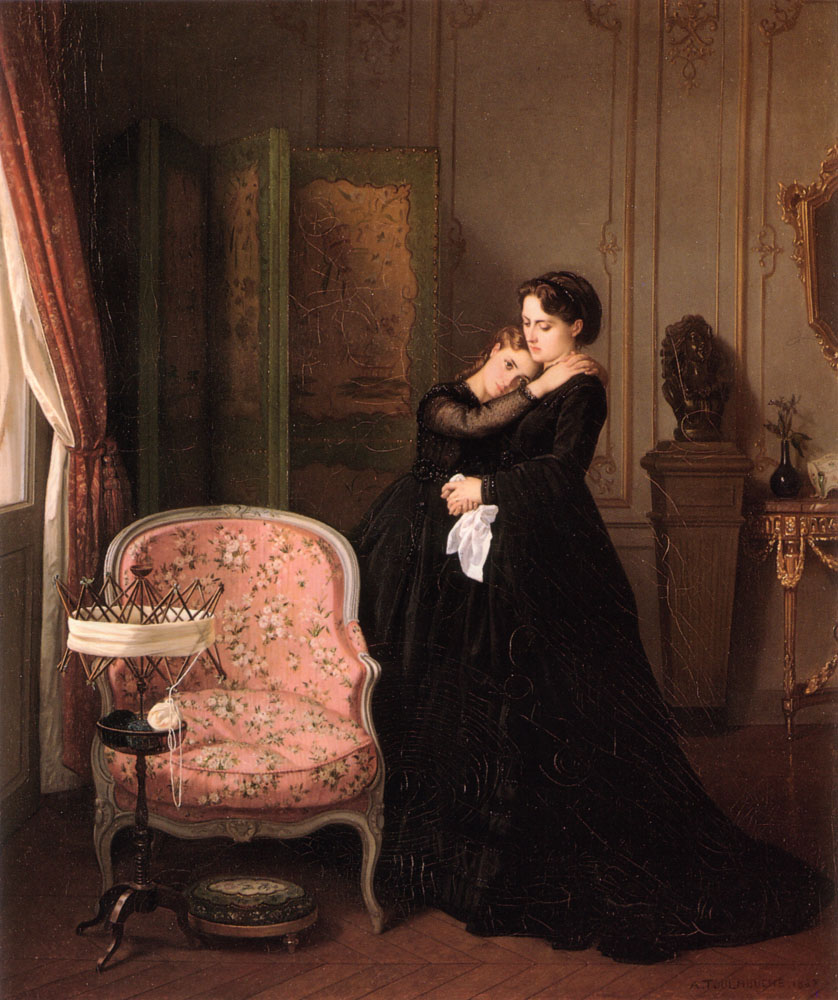
«Утешение» (ок. 1870)
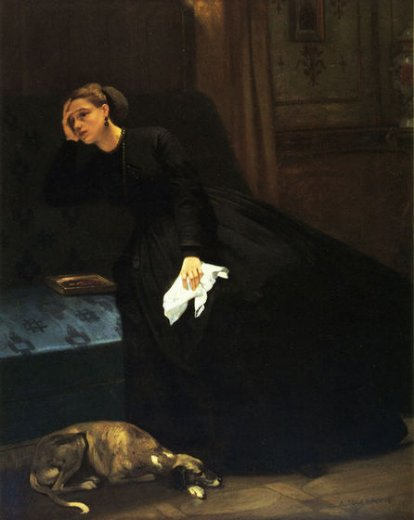
«Утраченная любовь» (ок. 1870)